# Godeleine
Cette page présente le prénom Godeleine ainsi que ses variantes.
Godeleine est un prénom féminin porté essentiellement dans les Hauts-de-France et en Belgique. Il est la forme française du prénom flamand Godelieve. On le rencontre aussi sous les formes Godeliève, Godelaine ou Godelive. Les Godeleine sont fêtées le 6 juillet,. 

## Prénom
Ce prénom est donné en l'honneur de Godelieve de Gistel (1045-1070), plus connue en tant que sainte Godeleine ; il est très peu porté. En France, il a été donné 318 fois de 1920 à 1949, 113 fois de 1950 à 1979, et seulement 6 fois après 1980, la dernière fois en 1994.

## Personnes célèbres
- Pour l'ensemble des articles sur les personnes portant ce prénom, consulter :
  - la liste des articles dont le titre commence par ce prénom
  - les listes produites par Wikidata : Liste des personnes de prénom « Godeleine » — même liste en incluant les éventuels prénoms composés qui contiennent « Godeleine ».